# Lena Horne Theatre
Le Lena Horne Theatre, anciennement Mansfield Theatre et Brooks Atkinson Theatre, est un théâtre de Broadway situé au 256 West 47th Street dans le Theater District, dans le centre de Manhattan, à New York (États-Unis).

## Historique
Conçu par l'architecte Herbert J. Krapp, il est d'abord connu sous le nom Mansfield Theatre, construit par les frères Chanin en 1926. Après 1933, le théâtre est tombé en désuétude jusqu'en 1945, lorsque Michael Myerberg l'a acheté et loué à CBS pour des productions télévisuelles. Connu sous le nom de CBS Studio 59, le théâtre a accueilli plusieurs shows tels que What's My Line? et I've Got a Secret. En 1960, il a été renommé d'après le nom de l'ancien critique de théâtre du New York Times, Brooks Atkinson. Le théâtre reprend alors son usage initial. La Nederlander Organization rachète la copropriété d'Atkinson en 1967.
En 2000, l'intérieur a été rénové avec des finitions décoratives restaurées par EverGreene Architectural Arts, et maintenant le théâtre est à nouveau illuminé par le lustre d'origine qui avait été retiré plus de 40 ans auparavant. Il compte 1 069 sièges et est l'une des neuf maisons Broadway de la Nederlander Organization.
Le théâtre a été renommé en l'honneur de l'actrice et chanteuse Lena Horne le 1er novembre 2022.

## Représentations notables
- 1932 : Shuffle Along
- 1939 : Thunder Rock
- 1940 : Juno and the Paycock
- 1944-46 : Anna Lucasta
- 1947 : The Cradle Will Rock

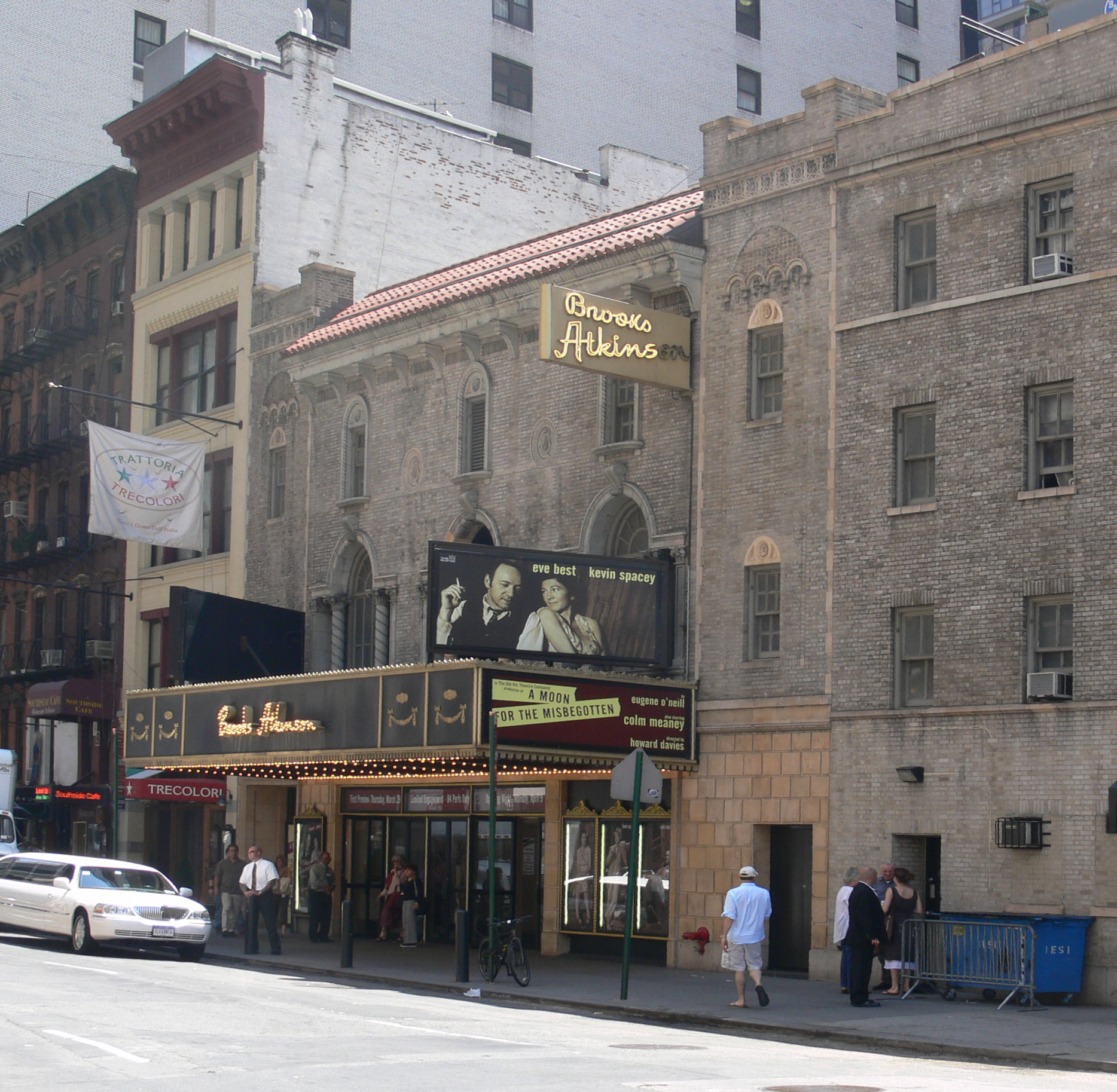
A Moon for the Misbegotten à l'affiche en 2007.

- 1950 : The George Burns and Gracie Allen Show
- 1961 : Come Blow Your Horn
- 1964 : Something More!
- 1968 : A Day in the Death of Joe Egg
- 1968 : Lovers and Other Strangers
- 1970 : Charley's Aunt
- 1971 : Lenny
- 1974 : My Fat Friend
- 1975 : Same Time, Next Year
- 1978 : Tribute
- 1980 : Talley's Folly
- 1981 : Lolita
- 1982 : Beyond Therapy
- 1983 : Noises Off
- 1985 : Aren't We All?
- 1985 : Benefactors
- 1988 : Jackie Mason's The World According to Me!
- 1990 : The Cemetery Club
- 1990 : Shadowlands
- 1992 : Death and the Maiden
- 1993 : She Loves Me
- 1998 : Wait Until Dark
- 1999 : The Iceman Cometh
- 1999 : The Rainmaker
- 2000 : Uncle Vanya
- 2001 : Jane Eyre
- 2002 : Noises Off
- 2002 : Médée
- 2003 : The Look of Love
- 2003 : Jackie Mason's Laughing Room Only
- 2004 : Jumpers
- 2004 : Democracy
- 2005 : Mark Twain Tonight
- 2005 : The Blonde in the Thunderbird
- 2005 : The Odd Couple
- 2006 : The Times They Are A-Changin'
- 2007 : A Moon for the Misbegotten
- 2007 : Grease
- 2009 : Rock of Ages
- 2011 : RAIN: A Tribute To The Beatles
- 2011 : Relatively Speaking
- 2012 : Peter and the Starcatcher[4]
- 2013 : Hands on a Hardbody[5]
- 2014 : After Midnight[6]
- 2015 : Love Letters[7]
- 2015 : It Shoulda Been You[8]
- 2015 : Spring Awakening
- 2016 : Waitress[9]
- 2020 : Six